# Almindingen
Almindingen (gammelt dansk: Alle mands) på Bornholm har med de omliggende kommunale plantager og privatejede skove et sammenhængende  skovareal på 5.000 hektar, hvoraf de 2.400 hektar er statsejede. Dermed er Almindingen Danmarks femtestørste skov. Den blev beplantet i begyndelsen af 1800-tallet under ledelse af Hans Rømer, og den blev indhegnet i 1809 på Højlyngen, hvor kvæget græssede. I Almindingen findes sprækkedalen Ekkodalen og Bornholms højeste punkt Rytterknægten på 162 m. Her står Kongemindet, et mindesmærke for Frederik 7. og grevinde Danners besøg på øen i 1851.

## Bison Bornholm
Naturstyrelsen udsatte i 2012 syv europæiske bisoner fra en polsk urskov i en 200 ha stor indhegning i Almindingen. Det er første gang i 2500 år, at Europas tungeste landlevende pattedyr findes i Danmark, siden mennesket udryddede det i Jernalderen.

## Historie

### Fortidsminder
I Almindingen findes resterne af fæstningen Gamleborg, der stammer fra vikingetiden eller tidligere,  og ikke langt derfra dens middelalderlige afløser Lilleborg. 

### Jernbanen
I 1900 blev De Bornholmske Jernbaners første strækning anlagt mellem Rønne og Nexø, og i 1901 blev der åbnet en sidebane fra Åkirkeby til Almindingen. Det var en udpræget turistbane, der kun blev trafikeret i maj-september. Almindingen Station, hvis stationsbygning stadig findes på Ekkodalsvejen 3, forblev endestation indtil 1916, hvor sidebanen blev forlænget til Gudhjem og fik normal drift hele året. Banen kunne ikke føres videre fra det gamle perronspor, så der blev anlagt et nyt øst om stationen, og Almindingen fik omløbs-/læssespor med kreaturfold og siderampe.
Efter forlængelsen blev en stor del af turisttrafikken overtaget af Christianshøj Trinbræt 2 km længere mod nord. Det usædvanlige trinbræt havde omløbsspor med stikspor og en meget stor pavillon, hvor turisterne kunne stå i ly. Christianshøj lå tættere på de fleste af Almindingens seværdigheder og lige ved dyrskuepladsen. Trinbrætsbygningen med en meget speciel arkitektur ligger på Almindingsvej 40. Den er fredet og indeholder en lille udstilling om skoven og banen.
Over for det tidligere trinbræt ligger travbanen Bornholms Brand Park, der hævdes at være verdens mindste med sine 580 meter. Indtil 2012 blev her årligt holdt dyrskue. Tidligere fandt det sted ved Christianshøjkroen nær Koldekilde, den gamle helligkilde ved Koldekildehus.

### Radarhoved Bornholm
Under den kolde krig blev der i 1955 oprettet en radarstation i Almindingen, i dag kaldet Radarhoved Bornholm. Den blev i 1962 en af NATO's Early Warning Systems langtrækkende radarstationer, som på få minutter kunne advare, hvis et storangreb fra sovjetisk side var under udvikling. 21. august 1968 blev operatørerne her som nogle af de første i NATO vidner til den massive anflyvning af Warszawapagtens invasionstropper, som var på vej til Tjekkoslovakiet for at nedkæmpe Foråret i Prag.

### Orkanskoven
Ved orkanen 17. oktober 1967 væltede over 90% af træerne i et 3,8 hektar stort stykke bøgeskov fra 1878 nær højdedraget ”Skadekrogen” nordvest for Rytterknægten. Her besluttede man at etablere et ”videnskabeligt iagttagelsesområde”, hvor man skulle følge skovens naturlige regeneration efter uvejret. Det fik i 2015 navnet Orkanskoven og har siden ligget urørt hen som forskningsområde og levende monument over orkanen. 
De fleste af de væltede bøge lever stadig, da deres østvendte rødder blev i jorden, så træernes opadvendte sidegrene voksede videre i 1968 og siden har vokset sig store. Orkanskoven er ved nummer 7 på kortet i vandretursfolderen nedenfor.
Naturpakken 2016 medførte  i 2018 at der i Almindingen   blev udpeget 281 hektar skov  til ny urørt løvskov og 102 ha skov  til anden biodiversitetsskov. Almindingen udgør hovedparten af Natura 2000 område nr. 186 Almindingen, Ølene og Paradisbakkerne.